# Handball-Europameisterschaft der Männer 2024
Die 16. Handball-Europameisterschaft der Männer wurde vom 10. bis zum 28. Januar 2024 in Deutschland ausgetragen, das damit erstmals Austragungsort einer Handball-Europameisterschaft der Männer war. Der Titelverteidiger war Schweden. Frankreich wurde Europameister.

## Ausrichter und Austragungsorte
Der Kongress der Europäischen Handballföderation (EHF) vergab die Veranstaltung während seiner Sitzung am 20. Juni 2018 in der schottischen Stadt Glasgow. Die Bewerbung für die Europameisterschaft durch den Deutschen Handballbund setzte sich mit 27:19 Stimmen gegen die gemeinsame Bewerbung der Handballverbände Dänemarks und der Schweiz durch.
Der Deutsche Handballbund und die Europäische Handballföderation gaben am 10. Juni 2021 in Köln die sechs Spielorte für die Europameisterschaft 2024 bekannt: Die Merkur Spiel-Arena in Düsseldorf, die SAP Arena in Mannheim, die Olympiahalle in München, die Mercedes-Benz-Arena in Berlin, die Barclays Arena in Hamburg und die Lanxess Arena in Köln. In München sollte zunächst im neugebauten SAP Garden gespielt werden; aufgrund von Verzögerungen beim Bau wurde die Halle aber nicht rechtzeitig bis zum Turnierbeginn fertiggestellt. Mitte September 2022 wurde die Olympiahalle München als Ersatzspielort für die Europameisterschaft bestätigt.
Beim Eröffnungsspiel der deutschen Mannschaft in der Düsseldorfer Merkur Spiel-Arena wurde mit 53.586 Zuschauern ein neuer Weltrekord für ein Handballspiel aufgestellt. Dazu wurde das eigentliche Fußballstadion mit Zusatztribünen erweitert.
Das Finale wurde in der Lanxess Arena in Köln ausgespielt. Die sechs Vorrundengruppen haben jeweils einen festen Spielort. Die Vorrundenspiele der deutschen Mannschaft wurden mit Ausnahme des Eröffnungsspiels in Berlin ausgetragen.
| Düsseldorf |

| Mannheim |

| München |

| Berlin |

| Hamburg |

| Köln |

| Düsseldorf |

| Mannheim |

| München |

| Berlin |

| Hamburg |

| Köln |

## Teilnehmende Nationen
- Deutschland war als Veranstalter für die Europameisterschaft 2024 qualifiziert.
- Schweden, Spanien und Dänemark qualifizierten sich bei der Europameisterschaft 2022.
- 20 weitere Teilnehmer wurden während der Qualifikationsphase in der Saison 2023/24 ermittelt (Österreich, Frankreich, Ungarn, Portugal, Slowenien, Kroatien, Tschechien, Island, Norwegen, Polen, Serbien, Schweiz, Niederlande, Nordmazedonien, Montenegro, Bosnien und Herzegowina, Färöer, Griechenland, Georgien, Rumänien).

Von den 24 Teams nahmen die Färöer, Georgien und Griechenland erstmals an einer Europameisterschaft teil; an allen 15 bisherigen Austragungen nahmen die Mannschaften aus Frankreich, Kroatien und Spanien teil.

## Gruppenauslosung
Für die Auslosung der Vorrundengruppen wurden schon im Mai 2022 vom Gastgeber und von der Europäischen Handballföderation Mannschaften für die Gruppen gesetzt. Für Gruppe A (Düsseldorf und Berlin) wurde Gastgeber Deutschland, für Gruppe B (Mannheim) Kroatien, für Gruppe C (München) Island, für Gruppe D (Berlin) Norwegen, für Gruppe E (Mannheim) Europameister Schweden und für Gruppe F (München) Weltmeister Dänemark gesetzt. Zum Zeitpunkt der Zuteilung waren drei der sechs gesetzten Mannschaften (Kroatien, Island und Norwegen) noch nicht qualifiziert; im April 2023 standen auch sie als Teilnehmer fest.
Nach dem Ende der Qualifikationsspiele wurden am 1. Mai 2023 die Lostöpfe bekanntgegeben:
| Gruppentopf 1 | Schweden    | Spanien                 | Dänemark   | Frankreich   | Norwegen | Island         |
| Gruppentopf 2 | Deutschland | Niederlande             | Slowenien  | Ungarn       | Portugal | Österreich     |
| Gruppentopf 3 | Kroatien    | Bosnien und Herzegowina | Polen      | Tschechien   | Serbien  | Nordmazedonien |
| Gruppentopf 4 | Schweiz     | Rumänien                | Montenegro | Griechenland | Georgien | Färöer         |

Am 10. Mai 2023 fand die Auslosung der Vorrundengruppen in Düsseldorf statt. Sechs Mannschaften waren für je eine Gruppe gesetzt. Bei der Auslosung wurden die restlichen zwei Teams aus Topf 1 in Reihe 1 der Gruppen gelost, dann die verbliebenen fünf Teams aus Topf 2 in die zweite Reihe, dann noch die fünf in Topf 3 verbliebenen Teams in die dritte Reihe und, zuletzt, die sechs Teams aus Topf 4 in die vierte Reihe. Die Auslosung ergab nach der Zuordnung der restlichen Mannschaften folgende Vorrundengruppen:
| Gruppe A (in Düsseldorf/Berlin) | Gruppe B (in Mannheim) | Gruppe C (in München) | Gruppe D (in Berlin) | Gruppe E (in Mannheim)  | Gruppe F (in München) |
| ------------------------------- | ---------------------- | --------------------- | -------------------- | ----------------------- | --------------------- |
| Frankreich                      | Spanien                | Island (gesetzt)      | Norwegen (gesetzt)   | Schweden (gesetzt)      | Dänemark (gesetzt)    |
| Deutschland (gesetzt)           | Österreich             | Ungarn                | Slowenien            | Niederlande             | Portugal              |
| Nordmazedonien                  | Kroatien (gesetzt)     | Serbien               | Polen                | Bosnien und Herzegowina | Tschechien            |
| Schweiz                         | Rumänien               | Montenegro            | Färöer               | Georgien                | Griechenland          |

## Vorrunde
Die Vorrunde bestand aus sechs Gruppen mit jeweils vier Mannschaften. Dabei spielte die Mannschaft einmal gegen jede andere Mannschaft in derselben Gruppe (Round-Robin). Jede Mannschaft bekommt pro Sieg zwei Punkte und pro Unentschieden einen Punkt. Die jeweils zwei besten Mannschaften der sechs Vorrundengruppen qualifizierten sich für die Hauptrunde.
Legende

### Gruppe A
Die Eröffnungsspiele der Gruppe A zwischen Frankreich gegen Nordmazedonien  und Deutschland gegen Schweiz wurden am 10. Januar 2024 in der Merkur Spiel-Arena in Düsseldorf ausgetragen. Die restlichen Spiele wurden vom 14. bis zum 16. Januar 2024 in der Mercedes-Benz Arena in Berlin absolviert. Deutschland und Frankreich qualifizierten sich für die Hauptrunde, in der sie in der Gruppe I spielen. Das Ergebnis des Spiels der beiden Teams in ihrer Vorrundengruppe wurde in die Hauptrunde übertragen.
| Pl. | Land           | Sp. | S | U | N | Tore     | Diff. | Punkte |
| --- | -------------- | --- | - | - | - | -------- | ----- | ------ |
| 1.  | Frankreich     | 3   | 2 | 1 | 0 | 098:850  | +13   | 5      |
| 2.  | Deutschland    | 3   | 2 | 0 | 1 | 091:720  | +19   | 4      |
| 3.  | Nordmazedonien | 3   | 1 | 0 | 2 | 083:1000 | −17   | 2      |
| 4.  | Schweiz        | 3   | 0 | 1 | 2 | 067:820  | −15   | 1      |

| 10. Januar 2024 18:00 Uhr | Frankreich                     | 39:29   | Nordmazedonien          | Merkur Spiel-Arena, Düsseldorf Zuschauer: 53.586 Schiedsrichter: Kurtagic / Wetterwik |
| 10. Januar 2024 18:00 Uhr | meiste Tore: Descat 7          | (17:13) | meiste Tore: Peševski 7 | Merkur Spiel-Arena, Düsseldorf Zuschauer: 53.586 Schiedsrichter: Kurtagic / Wetterwik |
| 10. Januar 2024 18:00 Uhr | Spielbericht \| Spielstatistik |         |                         | Merkur Spiel-Arena, Düsseldorf Zuschauer: 53.586 Schiedsrichter: Kurtagic / Wetterwik |

| 10. Januar 2024 20:45 Uhr | Deutschland          | 27:14                          | Schweiz              | Merkur Spiel-Arena, Düsseldorf Zuschauer: 53.586 Schiedsrichter: Hansen / Madsen |
| 10. Januar 2024 20:45 Uhr | meiste Tore: Knorr 6 | (13:08)                        | meiste Tore: Rubin 4 | Merkur Spiel-Arena, Düsseldorf Zuschauer: 53.586 Schiedsrichter: Hansen / Madsen |
| 10. Januar 2024 20:45 Uhr | Strafen: 1× 2×       | Spielbericht \| Spielstatistik | Strafen: 1× 3×       | Merkur Spiel-Arena, Düsseldorf Zuschauer: 53.586 Schiedsrichter: Hansen / Madsen |

| 14. Januar 2024 18:00 Uhr | Schweiz              | 26:26                          | Frankreich         | Mercedes-Benz-Arena, Berlin Zuschauer: 13.571 Schiedsrichter: A. Konjičanin / D. Konjičanin |
| 14. Januar 2024 18:00 Uhr | meiste Tore: Laube 9 | (14:14)                        | meiste Tore: Mem 7 | Mercedes-Benz-Arena, Berlin Zuschauer: 13.571 Schiedsrichter: A. Konjičanin / D. Konjičanin |
| 14. Januar 2024 18:00 Uhr | Strafen: 1× 3×       | Spielbericht \| Spielstatistik | Strafen: 1× 2×     | Mercedes-Benz-Arena, Berlin Zuschauer: 13.571 Schiedsrichter: A. Konjičanin / D. Konjičanin |

| 14. Januar 2024 20:30 Uhr | Nordmazedonien          | 25:34                          | Deutschland           | Mercedes-Benz-Arena, Berlin Zuschauer: 13.571 Schiedsrichter: D. Martins / R. Martins |
| 14. Januar 2024 20:30 Uhr | meiste Tore: Kosteski 6 | (13:18)                        | meiste Tore: Knorr 10 | Mercedes-Benz-Arena, Berlin Zuschauer: 13.571 Schiedsrichter: D. Martins / R. Martins |
| 14. Januar 2024 20:30 Uhr | Strafen: 5×             | Spielbericht \| Spielstatistik | Strafen: 1×           | Mercedes-Benz-Arena, Berlin Zuschauer: 13.571 Schiedsrichter: D. Martins / R. Martins |

| 16. Januar 2024 18:00 Uhr | Nordmazedonien                    | 29:27                          | Schweiz                | Mercedes-Benz-Arena, Berlin Zuschauer: 13.571 Schiedsrichter: I. Covalciuc / A. Covalciuc |
| 16. Januar 2024 18:00 Uhr | meiste Tore: Mitev, Kosteski je 5 | (13:09)                        | meiste Tore: Schmid 12 | Mercedes-Benz-Arena, Berlin Zuschauer: 13.571 Schiedsrichter: I. Covalciuc / A. Covalciuc |
| 16. Januar 2024 18:00 Uhr | Strafen: 1× 2×                    | Spielbericht \| Spielstatistik | Strafen: 1×            | Mercedes-Benz-Arena, Berlin Zuschauer: 13.571 Schiedsrichter: I. Covalciuc / A. Covalciuc |

| 16. Januar 2024 20:30 Uhr | Frankreich                  | 33:30                          | Deutschland          | Mercedes-Benz-Arena, Berlin Zuschauer: 13.571 Schiedsrichter: Horáček / Novotný |
| 16. Januar 2024 20:30 Uhr | meiste Tore: Mem, Mahé je 5 | (17:15)                        | meiste Tore: Knorr 8 | Mercedes-Benz-Arena, Berlin Zuschauer: 13.571 Schiedsrichter: Horáček / Novotný |
| 16. Januar 2024 20:30 Uhr | Strafen: 2×                 | Spielbericht \| Spielstatistik | Strafen: 1× 2×       | Mercedes-Benz-Arena, Berlin Zuschauer: 13.571 Schiedsrichter: Horáček / Novotný |

### Gruppe B
Die Spiele der Gruppe B wurden vom 12. bis zum 16. Januar 2024 in der SAP Arena in Mannheim absolviert. Kroatien und Österreich qualifizierten sich für die Hauptrunde, in der sie in der Gruppe I spielen. Das Ergebnis des Spiels der beiden Teams in ihrer Vorrundengruppe wird in die Hauptrunde übertragen.
| Pl. | Land       | Sp. | S | U | N | Tore    | Diff. | Punkte |
| --- | ---------- | --- | - | - | - | ------- | ----- | ------ |
| 1.  | Kroatien   | 3   | 2 | 1 | 0 | 098:820 | +16   | 5      |
| 2.  | Österreich | 3   | 1 | 2 | 0 | 092:850 | +7    | 4      |
| 3.  | Spanien    | 3   | 1 | 1 | 1 | 098:960 | +2    | 3      |
| 4.  | Rumänien   | 3   | 0 | 0 | 3 | 073:980 | −25   | 0      |

| 12. Januar 2024 18:00 Uhr | Österreich             | 31:24                          | Rumänien                | SAP Arena, Mannheim Zuschauer: 13.293 Schiedsrichter: Jørum / Kleven |
| 12. Januar 2024 18:00 Uhr | meiste Tore: Frimmel 6 | (15:14)                        | meiste Tore: Grigoraș 6 | SAP Arena, Mannheim Zuschauer: 13.293 Schiedsrichter: Jørum / Kleven |
| 12. Januar 2024 18:00 Uhr | Strafen: 2×            | Spielbericht \| Spielstatistik | Strafen: 1× 3× 2×       | SAP Arena, Mannheim Zuschauer: 13.293 Schiedsrichter: Jørum / Kleven |

| 12. Januar 2024 20:30 Uhr | Spanien              | 29:39                          | Kroatien                               | SAP Arena, Mannheim Zuschauer: 13.293 Schiedsrichter: Horáček / Novotný |
| 12. Januar 2024 20:30 Uhr | meiste Tore: Gómez 8 | (14:18)                        | meiste Tore: Šoštarić, Martinović je 8 | SAP Arena, Mannheim Zuschauer: 13.293 Schiedsrichter: Horáček / Novotný |
| 12. Januar 2024 20:30 Uhr | Strafen: 1×          | Spielbericht \| Spielstatistik | Strafen: 2×                            | SAP Arena, Mannheim Zuschauer: 13.293 Schiedsrichter: Horáček / Novotný |

| 14. Januar 2024 18:00 Uhr | Rumänien                       | 24:36                          | Spanien              | SAP Arena, Mannheim Zuschauer: 13.293 Schiedsrichter: Lah / Sok |
| 14. Januar 2024 18:00 Uhr | meiste Tore: Nistor, Dedu je 4 | (12:17)                        | meiste Tore: Gómez 8 | SAP Arena, Mannheim Zuschauer: 13.293 Schiedsrichter: Lah / Sok |
| 14. Januar 2024 18:00 Uhr | Strafen: 1× 2×                 | Spielbericht \| Spielstatistik | Strafen: 1×          | SAP Arena, Mannheim Zuschauer: 13.293 Schiedsrichter: Lah / Sok |

| 14. Januar 2024 20:30 Uhr | Kroatien                | 28:28                          | Österreich           | SAP Arena, Mannheim Zuschauer: 13.293 Schiedsrichter: Hansen / Madsen |
| 14. Januar 2024 20:30 Uhr | meiste Tore: Šoštarić 6 | (14:12)                        | meiste Tore: Bilyk 7 | SAP Arena, Mannheim Zuschauer: 13.293 Schiedsrichter: Hansen / Madsen |
| 14. Januar 2024 20:30 Uhr | Strafen: 3×             | Spielbericht \| Spielstatistik | Strafen: 1× 4×       | SAP Arena, Mannheim Zuschauer: 13.293 Schiedsrichter: Hansen / Madsen |

| 16. Januar 2024 18:00 Uhr | Kroatien               | 31:25                          | Rumänien             | SAP Arena, Mannheim Zuschauer: 13.293 Schiedsrichter: A. Konjičanin / D. Konjičanin |
| 16. Januar 2024 18:00 Uhr | meiste Tore: Klarica 7 | (16:12)                        | meiste Tore: Negru 9 | SAP Arena, Mannheim Zuschauer: 13.293 Schiedsrichter: A. Konjičanin / D. Konjičanin |
| 16. Januar 2024 18:00 Uhr | Strafen: 4× 1×         | Spielbericht \| Spielstatistik | Strafen: 1× 5×       | SAP Arena, Mannheim Zuschauer: 13.293 Schiedsrichter: A. Konjičanin / D. Konjičanin |

| 16. Januar 2024 20:30 Uhr | Spanien              | 33:33                          | Österreich           | SAP Arena, Mannheim Zuschauer: 13.293 Schiedsrichter: Mažeika / Gatelis |
| 16. Januar 2024 20:30 Uhr | meiste Tore: Gómez 8 | (15:17)                        | meiste Tore: Bilyk 8 | SAP Arena, Mannheim Zuschauer: 13.293 Schiedsrichter: Mažeika / Gatelis |
| 16. Januar 2024 20:30 Uhr | Strafen: 1× 4× 1×    | Spielbericht \| Spielstatistik | Strafen: 1× 4×       | SAP Arena, Mannheim Zuschauer: 13.293 Schiedsrichter: Mažeika / Gatelis |

### Gruppe C
Die Spiele der Gruppe C wurden vom 12. bis zum 16. Januar 2024 in der Olympiahalle in München absolviert. Ungarn und Island qualifizierten sich für die Hauptrunde, in der sie in der Gruppe I spielen. Das Ergebnis des Spiels der beiden Teams in ihrer Vorrundengruppe wird in die Hauptrunde übertragen.
| Pl. | Land       | Sp. | S | U | N | Tore    | Diff. | Punkte |
| --- | ---------- | --- | - | - | - | ------- | ----- | ------ |
| 1.  | Ungarn     | 3   | 3 | 0 | 0 | 087:760 | +11   | 6      |
| 2.  | Island     | 3   | 1 | 1 | 1 | 083:900 | −7    | 3      |
| 3.  | Montenegro | 3   | 1 | 0 | 2 | 084:860 | −2    | 2      |
| 4.  | Serbien    | 3   | 0 | 1 | 2 | 083:850 | −2    | 1      |

| 12. Januar 2024 18:00 Uhr | Island                 | 27:27                          | Serbien                   | Olympiahalle, München Zuschauer: 12.128 Schiedsrichter: D. Martins / R. Martins |
| 12. Januar 2024 18:00 Uhr | meiste Tore: Elísson 7 | (11:10)                        | meiste Tore: Pechmalbec 5 | Olympiahalle, München Zuschauer: 12.128 Schiedsrichter: D. Martins / R. Martins |
| 12. Januar 2024 18:00 Uhr | Strafen: 1×            | Spielbericht \| Spielstatistik | Strafen: 5× 1×            | Olympiahalle, München Zuschauer: 12.128 Schiedsrichter: D. Martins / R. Martins |

| 12. Januar 2024 20:30 Uhr | Ungarn                 | 26:24                          | Montenegro                            | Olympiahalle, München Zuschauer: 12.128 Schiedsrichter: I. Covalciuc / A. Covalciuc |
| 12. Januar 2024 20:30 Uhr | meiste Tore: Bánhidi 6 | (14:14)                        | meiste Tore: Dragašević, Borozan je 6 | Olympiahalle, München Zuschauer: 12.128 Schiedsrichter: I. Covalciuc / A. Covalciuc |
| 12. Januar 2024 20:30 Uhr | Strafen: 7×            | Spielbericht \| Spielstatistik | Strafen: 7× 1×                        | Olympiahalle, München Zuschauer: 12.128 Schiedsrichter: I. Covalciuc / A. Covalciuc |

| 14. Januar 2024 18:00 Uhr | Montenegro             | 30:31                          | Island                   | Olympiahalle, München Zuschauer: 12.128 Schiedsrichter: Mažeika / Gatelis |
| 14. Januar 2024 18:00 Uhr | meiste Tore: Borozan 5 | (15:17)                        | meiste Tore: Magnússon 7 | Olympiahalle, München Zuschauer: 12.128 Schiedsrichter: Mažeika / Gatelis |
| 14. Januar 2024 18:00 Uhr | Strafen: 1× 6×         | Spielbericht \| Spielstatistik | Strafen: 4×              | Olympiahalle, München Zuschauer: 12.128 Schiedsrichter: Mažeika / Gatelis |

| 14. Januar 2024 20:30 Uhr | Serbien                             | 27:28                          | Ungarn                 | Olympiahalle, München Zuschauer: 12.128 Schiedsrichter: Jørum / Kleven |
| 14. Januar 2024 20:30 Uhr | meiste Tore: Vorkapić, N. Ilić je 5 | (13:14)                        | meiste Tore: Bánhidi 9 | Olympiahalle, München Zuschauer: 12.128 Schiedsrichter: Jørum / Kleven |
| 14. Januar 2024 20:30 Uhr | Strafen: 6×                         | Spielbericht \| Spielstatistik | Strafen: 4×            | Olympiahalle, München Zuschauer: 12.128 Schiedsrichter: Jørum / Kleven |

| 16. Januar 2024 18:00 Uhr | Serbien              | 29:30                          | Montenegro                | Olympiahalle, München Zuschauer: 12.128 Schiedsrichter: Kurtagic / Wetterwik |
| 16. Januar 2024 18:00 Uhr | meiste Tore: Kukić 7 | (14:15)                        | meiste Tore: B. Vujović 8 | Olympiahalle, München Zuschauer: 12.128 Schiedsrichter: Kurtagic / Wetterwik |
| 16. Januar 2024 18:00 Uhr | Strafen: 4×          | Spielbericht \| Spielstatistik | Strafen: 4× 1×            | Olympiahalle, München Zuschauer: 12.128 Schiedsrichter: Kurtagic / Wetterwik |

| 16. Januar 2024 20:30 Uhr | Island                      | 25:33                          | Ungarn                          | Olympiahalle, München Zuschauer: 12.128 Schiedsrichter: Lah / Sok |
| 16. Januar 2024 20:30 Uhr | meiste Tore: Kristjánsson 8 | (13:15)                        | meiste Tore: Szita, Hanusz je 5 | Olympiahalle, München Zuschauer: 12.128 Schiedsrichter: Lah / Sok |
| 16. Januar 2024 20:30 Uhr | Strafen: 4×                 | Spielbericht \| Spielstatistik | Strafen: 5× 1×                  | Olympiahalle, München Zuschauer: 12.128 Schiedsrichter: Lah / Sok |

### Gruppe D
Die Spiele der Gruppe D wurden vom 11. bis zum 15. Januar 2024 in der Mercedes-Benz Arena in Berlin absolviert. Slowenien und Norwegen qualifizierten sich für die Hauptrunde, in der sie in der Gruppe II spielen. Das Ergebnis des Spiels der beiden Teams in ihrer Vorrundengruppe wird in die Hauptrunde übertragen.
| Pl. | Land      | Sp. | S | U | N | Tore    | Diff. | Punkte |
| --- | --------- | --- | - | - | - | ------- | ----- | ------ |
| 1.  | Slowenien | 3   | 3 | 0 | 0 | 092:810 | +11   | 6      |
| 2.  | Norwegen  | 3   | 1 | 1 | 1 | 085:750 | +10   | 3      |
| 3.  | Polen     | 3   | 1 | 0 | 2 | 078:920 | −14   | 2      |
| 4.  | Färöer    | 3   | 0 | 1 | 2 | 083:900 | −7    | 1      |

| 11. Januar 2024 18:00 Uhr | Slowenien           | 32:29                          | Färöer                                      | Mercedes-Benz-Arena, Berlin Zuschauer: 11.625 Schiedsrichter: Schulze / Tönnies |
| 11. Januar 2024 18:00 Uhr | meiste Tore: Vlah 7 | (13:13)                        | meiste Tore: av Teigum, E. á Skipagøtu je 9 | Mercedes-Benz-Arena, Berlin Zuschauer: 11.625 Schiedsrichter: Schulze / Tönnies |
| 11. Januar 2024 18:00 Uhr | Strafen: 2× 5×      | Spielbericht \| Spielstatistik | Strafen: 1× 3×                              | Mercedes-Benz-Arena, Berlin Zuschauer: 11.625 Schiedsrichter: Schulze / Tönnies |

| 11. Januar 2024 20:30 Uhr | Norwegen               | 32:21                          | Polen                | Mercedes-Benz-Arena, Berlin Zuschauer: 11.625 Schiedsrichter: Pavićević / Ražnatović |
| 11. Januar 2024 20:30 Uhr | meiste Tore: Sagosen 6 | (15:10)                        | meiste Tore: Sićko 5 | Mercedes-Benz-Arena, Berlin Zuschauer: 11.625 Schiedsrichter: Pavićević / Ražnatović |
| 11. Januar 2024 20:30 Uhr | Strafen: 1×            | Spielbericht \| Spielstatistik | Strafen: 4× 1×       | Mercedes-Benz-Arena, Berlin Zuschauer: 11.625 Schiedsrichter: Pavićević / Ražnatović |

| 13. Januar 2024 18:00 Uhr | Polen                                          | 25:32                          | Slowenien             | Mercedes-Benz-Arena, Berlin Zuschauer: 13.571 Schiedsrichter: Nikolov / Načevski |
| 13. Januar 2024 18:00 Uhr | meiste Tore: Olejniczak, Sićko, Pietrasik je 4 | (14:20)                        | meiste Tore: Marguč 6 | Mercedes-Benz-Arena, Berlin Zuschauer: 13.571 Schiedsrichter: Nikolov / Načevski |
| 13. Januar 2024 18:00 Uhr | Strafen: 1×                                    | Spielbericht \| Spielstatistik | Strafen: 1× 3×        | Mercedes-Benz-Arena, Berlin Zuschauer: 13.571 Schiedsrichter: Nikolov / Načevski |

| 13. Januar 2024 20:30 Uhr | Färöer                                      | 26:26                          | Norwegen             | Mercedes-Benz-Arena, Berlin Zuschauer: 13.571 Schiedsrichter: Brunner / Salah |
| 13. Januar 2024 20:30 Uhr | meiste Tore: E. á Skipagøtu, Rasmussen je 5 | (12:13)                        | meiste Tore: Blonz 8 | Mercedes-Benz-Arena, Berlin Zuschauer: 13.571 Schiedsrichter: Brunner / Salah |
| 13. Januar 2024 20:30 Uhr | Strafen: 2× 6×                              | Spielbericht \| Spielstatistik | Strafen: 1× 5× 1×    | Mercedes-Benz-Arena, Berlin Zuschauer: 13.571 Schiedsrichter: Brunner / Salah |

| 15. Januar 2024 18:00 Uhr | Polen                 | 32:28                          | Färöer                    | Mercedes-Benz-Arena, Berlin Zuschauer: 13.321 Schiedsrichter: Marín / García |
| 15. Januar 2024 18:00 Uhr | meiste Tore: Sićko 10 | (15:15)                        | meiste Tore: av Teigum 10 | Mercedes-Benz-Arena, Berlin Zuschauer: 13.321 Schiedsrichter: Marín / García |
| 15. Januar 2024 18:00 Uhr | Strafen: 2× 7×        | Spielbericht \| Spielstatistik | Strafen: 5×               | Mercedes-Benz-Arena, Berlin Zuschauer: 13.321 Schiedsrichter: Marín / García |

| 15. Januar 2024 20:30 Uhr | Norwegen               | 27:28                          | Slowenien           | Mercedes-Benz-Arena, Berlin Zuschauer: 13.336 Schiedsrichter: J. Bonaventura / C. Bonaventura |
| 15. Januar 2024 20:30 Uhr | meiste Tore: Sagosen 6 | (17:17)                        | meiste Tore: Vlah 7 | Mercedes-Benz-Arena, Berlin Zuschauer: 13.336 Schiedsrichter: J. Bonaventura / C. Bonaventura |
| 15. Januar 2024 20:30 Uhr | Strafen: 3×            | Spielbericht \| Spielstatistik | Strafen: 2× 9×      | Mercedes-Benz-Arena, Berlin Zuschauer: 13.336 Schiedsrichter: J. Bonaventura / C. Bonaventura |

### Gruppe E
Die Spiele der Gruppe E wurden vom 11. bis zum 15. Januar 2024 in der SAP Arena in Mannheim absolviert. Schweden und die Niederlande qualifizierten sich für die Hauptrunde, in der sie in der Gruppe II spielen. Das Ergebnis des Spiels der beiden Teams in ihrer Vorrundengruppe wird in die Hauptrunde übertragen.
| Pl. | Land                    | Sp. | S | U | N | Tore     | Diff. | Punkte |
| --- | ----------------------- | --- | - | - | - | -------- | ----- | ------ |
| 1.  | Schweden                | 3   | 3 | 0 | 0 | 0100:740 | +26   | 6      |
| 2.  | Niederlande             | 3   | 2 | 0 | 1 | 098:780  | +20   | 4      |
| 3.  | Georgien                | 3   | 1 | 0 | 2 | 077:950  | −18   | 2      |
| 4.  | Bosnien und Herzegowina | 3   | 0 | 0 | 3 | 059:870  | −28   | 0      |

| 11. Januar 2024 18:00 Uhr | Niederlande                          | 34:29                          | Georgien                     | SAP Arena, Mannheim Zuschauer: 10.878 Schiedsrichter: Marín / García |
| 11. Januar 2024 18:00 Uhr | meiste Tore: ten Velde, Baijens je 6 | (19:12)                        | meiste Tore: Tskhovrebadze 9 | SAP Arena, Mannheim Zuschauer: 10.878 Schiedsrichter: Marín / García |
| 11. Januar 2024 18:00 Uhr | Strafen: 1× 5×                       | Spielbericht \| Spielstatistik | Strafen: 4×                  | SAP Arena, Mannheim Zuschauer: 10.878 Schiedsrichter: Marín / García |

| 11. Januar 2024 20:30 Uhr | Schweden             | 29:20                          | Bosnien und Herzegowina | SAP Arena, Mannheim Zuschauer: 10.903 Schiedsrichter: Kuttler / Merz |
| 11. Januar 2024 20:30 Uhr | meiste Tore: Wanne 9 | (14:07)                        | meiste Tore: Faljić 4   | SAP Arena, Mannheim Zuschauer: 10.903 Schiedsrichter: Kuttler / Merz |
| 11. Januar 2024 20:30 Uhr | Strafen: 2×          | Spielbericht \| Spielstatistik | Strafen: 1×             | SAP Arena, Mannheim Zuschauer: 10.903 Schiedsrichter: Kuttler / Merz |

| 13. Januar 2024 18:00 Uhr | Bosnien und Herzegowina  | 20:36                          | Niederlande              | SAP Arena, Mannheim Zuschauer: 13.293 Schiedsrichter: Elíasson / Pálsson |
| 13. Januar 2024 18:00 Uhr | meiste Tore: Davidović 4 | (07:17)                        | meiste Tore: ten Velde 9 | SAP Arena, Mannheim Zuschauer: 13.293 Schiedsrichter: Elíasson / Pálsson |
| 13. Januar 2024 18:00 Uhr | Strafen: 6×              | Spielbericht \| Spielstatistik | Strafen: 1× 4×           | SAP Arena, Mannheim Zuschauer: 13.293 Schiedsrichter: Elíasson / Pálsson |

| 13. Januar 2024 20:30 Uhr | Georgien                    | 26:42                          | Schweden                | SAP Arena, Mannheim Zuschauer: 13.293 Schiedsrichter: Pavićević / Ražnatović |
| 13. Januar 2024 20:30 Uhr | meiste Tore: Arsenashvili 6 | (09:23)                        | meiste Tore: Karlsson 7 | SAP Arena, Mannheim Zuschauer: 13.293 Schiedsrichter: Pavićević / Ražnatović |
| 13. Januar 2024 20:30 Uhr | Strafen: 2×                 | Spielbericht \| Spielstatistik | Strafen: 2×             | SAP Arena, Mannheim Zuschauer: 13.293 Schiedsrichter: Pavićević / Ražnatović |

| 15. Januar 2024 18:00 Uhr | Bosnien und Herzegowina | 19:22                          | Georgien                     | SAP Arena, Mannheim Zuschauer: 13.196 Schiedsrichter: K. Gasmi / R. Gasmi |
| 15. Januar 2024 18:00 Uhr | meiste Tore: Panić 7    | (09:09)                        | meiste Tore: Tskhovrebadze 7 | SAP Arena, Mannheim Zuschauer: 13.196 Schiedsrichter: K. Gasmi / R. Gasmi |
| 15. Januar 2024 18:00 Uhr | Strafen: 2× 1×          | Spielbericht \| Spielstatistik | Strafen: 1×                  | SAP Arena, Mannheim Zuschauer: 13.196 Schiedsrichter: K. Gasmi / R. Gasmi |

| 15. Januar 2024 20:30 Uhr | Schweden                       | 29:28                          | Niederlande           | SAP Arena, Mannheim Zuschauer: 13.203 Schiedsrichter: Nikolov / Načevski |
| 15. Januar 2024 20:30 Uhr | meiste Tore: Wanne, Claar je 5 | (15:15)                        | meiste Tore: Steins 6 | SAP Arena, Mannheim Zuschauer: 13.203 Schiedsrichter: Nikolov / Načevski |
| 15. Januar 2024 20:30 Uhr | Strafen: 4×                    | Spielbericht \| Spielstatistik | Strafen: 1× 2×        | SAP Arena, Mannheim Zuschauer: 13.203 Schiedsrichter: Nikolov / Načevski |

### Gruppe F
Die Spiele der Gruppe F wurden vom 11. bis zum 15. Januar 2024 in der Olympiahalle in München absolviert. Dänemark und Portugal qualifizierten sich für die Hauptrunde, in der sie in der Gruppe II spielen. Das Ergebnis des Spiels der beiden Teams in ihrer Vorrundengruppe wird in die Hauptrunde übertragen.
| Pl. | Land         | Sp. | S | U | N | Tore     | Diff. | Punkte |
| --- | ------------ | --- | - | - | - | -------- | ----- | ------ |
| 1.  | Dänemark     | 3   | 3 | 0 | 0 | 0100:690 | +31   | 6      |
| 2.  | Portugal     | 3   | 2 | 0 | 1 | 088:880  | ±0    | 4      |
| 3.  | Tschechien   | 3   | 1 | 0 | 2 | 070:730  | −3    | 2      |
| 4.  | Griechenland | 3   | 0 | 0 | 3 | 072:1000 | −28   | 0      |

| 11. Januar 2024 20:30 Uhr | Dänemark              | 23:14                          | Tschechien            | Olympiahalle, München Zuschauer: 11.615 Schiedsrichter: K. Gasmi / R. Gasmi |
| 11. Januar 2024 20:30 Uhr | meiste Tore: Hansen 5 | (09:09)                        | meiste Tore: Patzel 4 | Olympiahalle, München Zuschauer: 11.615 Schiedsrichter: K. Gasmi / R. Gasmi |
| 11. Januar 2024 20:30 Uhr | Strafen: 1× 3×        | Spielbericht \| Spielstatistik | Strafen: 3×           | Olympiahalle, München Zuschauer: 11.615 Schiedsrichter: K. Gasmi / R. Gasmi |

| 13. Januar 2024 18:00 Uhr | Tschechien           | 27:30                          | Portugal                 | Olympiahalle, München Zuschauer: 12.128 Schiedsrichter: Schulze / Tönnies |
| 13. Januar 2024 18:00 Uhr | meiste Tore: Klíma 8 | (07:13)                        | meiste Tore: M. Costa 11 | Olympiahalle, München Zuschauer: 12.128 Schiedsrichter: Schulze / Tönnies |
| 13. Januar 2024 18:00 Uhr | Strafen: 2× 1×       | Spielbericht \| Spielstatistik | Strafen: 7×              | Olympiahalle, München Zuschauer: 12.128 Schiedsrichter: Schulze / Tönnies |

| 13. Januar 2024 20:30 Uhr | Griechenland                      | 28:40                          | Dänemark                 | Olympiahalle, München Zuschauer: 12.128 Schiedsrichter: Merz / Kuttler |
| 13. Januar 2024 20:30 Uhr | meiste Tore: Boskos, Kederis je 4 | (13:20)                        | meiste Tore: Damgaard 10 | Olympiahalle, München Zuschauer: 12.128 Schiedsrichter: Merz / Kuttler |
| 13. Januar 2024 20:30 Uhr | Strafen: 5×                       | Spielbericht \| Spielstatistik | Strafen: 2×              | Olympiahalle, München Zuschauer: 12.128 Schiedsrichter: Merz / Kuttler |

| 15. Januar 2024 18:00 Uhr | Tschechien            | 29:20                          | Griechenland           | Olympiahalle, München Zuschauer: 12.128 Schiedsrichter: Elíasson / Pálsson |
| 15. Januar 2024 18:00 Uhr | meiste Tore: Štěrba 7 | (15:08)                        | meiste Tore: Kederis 5 | Olympiahalle, München Zuschauer: 12.128 Schiedsrichter: Elíasson / Pálsson |
| 15. Januar 2024 18:00 Uhr | Strafen: 1× 4×        | Spielbericht \| Spielstatistik | Strafen: 5×            | Olympiahalle, München Zuschauer: 12.128 Schiedsrichter: Elíasson / Pálsson |

| 15. Januar 2024 20:30 Uhr | Dänemark               | 37:27                          | Portugal                | Olympiahalle, München Zuschauer: 12.128 Schiedsrichter: Brunner / Salah |
| 15. Januar 2024 20:30 Uhr | meiste Tore: Gidsel 11 | (17:15)                        | meiste Tore: M. Costa 9 | Olympiahalle, München Zuschauer: 12.128 Schiedsrichter: Brunner / Salah |
| 15. Januar 2024 20:30 Uhr | Strafen: 1× 2×         | Spielbericht \| Spielstatistik | Strafen: 1× 5×          | Olympiahalle, München Zuschauer: 12.128 Schiedsrichter: Brunner / Salah |

## Hauptrunde
Die Hauptrunde bestand aus zwei Gruppen mit jeweils sechs Mannschaften. Die besten zwei Mannschaften der zwei Hauptrundengruppen qualifizierten sich für die Halbfinalspiele. Die Drittplatzierten spielen um Platz 5.
Auch in der Hauptrunde kam das Round-Robin-System zum Einsatz. Jede Mannschaft bekam pro Sieg zwei Punkte und pro Unentschieden einen Punkt. Die Spiele der Mannschaften, welche schon in der Vorrunde gegeneinander ausgetragen wurden, wurden übernommen.
Bei Punktgleichheit von Mannschaften in der Gruppe galten zur Ermittlung der Platzierung folgende Kriterien:
- bessere Punktzahl aus allen Gruppenspielen zwischen den betreffenden Mannschaften (direkter Vergleich)
- bessere Tordifferenz aus allen Gruppenspielen zwischen den betreffenden Mannschaften (direkter Vergleich)
- höhere Anzahl an Toren, die in allen Gruppenspielen zwischen den betreffenden Mannschaften erzielt wurden (direkter Vergleich)
- bessere Tordifferenz aus allen Gruppenspielen (wird durch Subtraktion erzielt)
- höhere Anzahl an Toren, die in allen Gruppenspielen erzielt wurden
- das Los

Legende

### Gruppe I
Die Spiele der Gruppe I in der Hauptrunde wurden in der Lanxess Arena in Köln ausgetragen. Frankreich qualifizierte sich am vorletzten und Deutschland am letzten Gruppenspieltag, noch vor ihrem eigenen Spiel, für das Halbfinale. Ungarn qualifizierte sich am letzten Gruppenspieltag für das Spiel um Platz 5.
| Pl. | Land         | Sp. | S | U | N | Tore      | Diff. | Punkte |
| --- | ------------ | --- | - | - | - | --------- | ----- | ------ |
| 1.  | Frankreich   | 5   | 5 | 0 | 0 | 0174:1540 | +20   | 10     |
| 2.  | Deutschland  | 5   | 2 | 1 | 2 | 0137:1370 | ±0    | 5      |
| 3.  | Ungarn *     | 5   | 2 | 0 | 3 | 0151:1510 | ±0    | 4      |
| 4.  | Österreich * | 5   | 1 | 2 | 2 | 0132:1380 | −6    | 4      |
| 5.  | Island *     | 5   | 2 | 0 | 3 | 0142:1520 | −10   | 4      |
| 6.  | Kroatien     | 5   | 1 | 1 | 3 | 0146:1500 | −4    | 3      |

| 18. Januar 2024 15:30 Uhr | Ungarn                                          | 29:30                          | Österreich           | Lanxess Arena, Köln Zuschauer: 19.750 Schiedsrichter: D. Martins / R. Martins |
| 18. Januar 2024 15:30 Uhr | meiste Tore: Bánhidi, Ancsin, Rosta, Lékai je 4 | (17:17)                        | meiste Tore: Bilyk 8 | Lanxess Arena, Köln Zuschauer: 19.750 Schiedsrichter: D. Martins / R. Martins |
| 18. Januar 2024 15:30 Uhr | Strafen: 2×                                     | Spielbericht \| Spielstatistik | Strafen: 1× 4×       | Lanxess Arena, Köln Zuschauer: 19.750 Schiedsrichter: D. Martins / R. Martins |

| 18. Januar 2024 18:00 Uhr | Frankreich         | 34:32                          | Kroatien            | Lanxess Arena, Köln Zuschauer: 19.750 Schiedsrichter: Jørum / Kleven |
| 18. Januar 2024 18:00 Uhr | meiste Tore: Mem 6 | (18:18)                        | meiste Tore: Srna 6 | Lanxess Arena, Köln Zuschauer: 19.750 Schiedsrichter: Jørum / Kleven |
| 18. Januar 2024 18:00 Uhr | Strafen: 5× 1×     | Spielbericht \| Spielstatistik | Strafen: 1× 5×      | Lanxess Arena, Köln Zuschauer: 19.750 Schiedsrichter: Jørum / Kleven |

| 18. Januar 2024 20:30 Uhr | Deutschland          | 26:24                          | Island                  | Lanxess Arena, Köln Zuschauer: 19.750 Schiedsrichter: Nikolov / Načevski |
| 18. Januar 2024 20:30 Uhr | meiste Tore: Knorr 6 | (11:10)                        | meiste Tore: Smárason 6 | Lanxess Arena, Köln Zuschauer: 19.750 Schiedsrichter: Nikolov / Načevski |
| 18. Januar 2024 20:30 Uhr | Strafen: 1× 2×       | Spielbericht \| Spielstatistik | Strafen: 2×             | Lanxess Arena, Köln Zuschauer: 19.750 Schiedsrichter: Nikolov / Načevski |

| 20. Januar 2024 15:30 Uhr | Frankreich                             | 39:32                          | Island                                                 | Lanxess Arena, Köln Zuschauer: 19.750 Schiedsrichter: Hansen / Madsen |
| 20. Januar 2024 15:30 Uhr | meiste Tore: Richardson, Fabregas je 6 | (17:14)                        | meiste Tore: Ríkharðsson, Kristjánsson, Viðarsson je 6 | Lanxess Arena, Köln Zuschauer: 19.750 Schiedsrichter: Hansen / Madsen |
| 20. Januar 2024 15:30 Uhr | Strafen: 4×                            | Spielbericht \| Spielstatistik | Strafen: 1× 3×                                         | Lanxess Arena, Köln Zuschauer: 19.750 Schiedsrichter: Hansen / Madsen |

| 20. Januar 2024 18:00 Uhr | Ungarn              | 29:26                          | Kroatien                        | Lanxess Arena, Köln Zuschauer: 19.750 Schiedsrichter: Lah / Sok |
| 20. Januar 2024 18:00 Uhr | meiste Tore: Imre 7 | (14:13)                        | meiste Tore: Lučin, Glavaš je 5 | Lanxess Arena, Köln Zuschauer: 19.750 Schiedsrichter: Lah / Sok |
| 20. Januar 2024 18:00 Uhr | Strafen: 3× 4×      | Spielbericht \| Spielstatistik | Strafen: 1× 6×                  | Lanxess Arena, Köln Zuschauer: 19.750 Schiedsrichter: Lah / Sok |

| 20. Januar 2024 20:30 Uhr | Deutschland          | 22:22                          | Österreich           | Lanxess Arena, Köln Zuschauer: 19.750 Schiedsrichter: Kurtagic / Wetterwik |
| 20. Januar 2024 20:30 Uhr | meiste Tore: Knorr 6 | (11:12)                        | meiste Tore: Bilyk 5 | Lanxess Arena, Köln Zuschauer: 19.750 Schiedsrichter: Kurtagic / Wetterwik |
| 20. Januar 2024 20:30 Uhr | Strafen: 1× 3×       | Spielbericht \| Spielstatistik | Strafen: 1× 3×       | Lanxess Arena, Köln Zuschauer: 19.750 Schiedsrichter: Kurtagic / Wetterwik |

| 22. Januar 2024 15:30 Uhr | Kroatien               | 30:35                          | Island                 | Lanxess Arena, Köln Zuschauer: 19.750 Schiedsrichter: D. Martins / R. Martins |
| 22. Januar 2024 15:30 Uhr | meiste Tore: Jelinić 6 | (18:16)                        | meiste Tore: Elísson 8 | Lanxess Arena, Köln Zuschauer: 19.750 Schiedsrichter: D. Martins / R. Martins |
| 22. Januar 2024 15:30 Uhr | Strafen: 5×            | Spielbericht \| Spielstatistik | Strafen: 1×            | Lanxess Arena, Köln Zuschauer: 19.750 Schiedsrichter: D. Martins / R. Martins |

| 22. Januar 2024 18:00 Uhr | Frankreich                      | 33:28                          | Österreich                       | Lanxess Arena, Köln Zuschauer: 19.750 Schiedsrichter: Horáček / Novotný |
| 22. Januar 2024 18:00 Uhr | meiste Tore: Mem, Fabregas je 7 | (15:16)                        | meiste Tore: Bilyk, Hutecek je 6 | Lanxess Arena, Köln Zuschauer: 19.750 Schiedsrichter: Horáček / Novotný |
| 22. Januar 2024 18:00 Uhr | Strafen: 2×                     | Spielbericht \| Spielstatistik | Strafen: 4×                      | Lanxess Arena, Köln Zuschauer: 19.750 Schiedsrichter: Horáček / Novotný |

| 22. Januar 2024 20:30 Uhr | Deutschland           | 35:28                          | Ungarn                          | Lanxess Arena, Köln Zuschauer: 19.750 Schiedsrichter: Jørum / Kleven |
| 22. Januar 2024 20:30 Uhr | meiste Tore: Köster 8 | (18:17)                        | meiste Tore: Ancsin, Rosta je 6 | Lanxess Arena, Köln Zuschauer: 19.750 Schiedsrichter: Jørum / Kleven |
| 22. Januar 2024 20:30 Uhr | Strafen: 3×           | Spielbericht \| Spielstatistik | Strafen: 1×                     | Lanxess Arena, Köln Zuschauer: 19.750 Schiedsrichter: Jørum / Kleven |

| 24. Januar 2024 15:30 Uhr | Österreich            | 24:26                          | Island                    | Lanxess Arena, Köln Zuschauer: 19.750 Schiedsrichter: Pavićević / Ražnatović |
| 24. Januar 2024 15:30 Uhr | meiste Tore: Wagner 7 | (08:14)                        | meiste Tore: Guðjónsson 8 | Lanxess Arena, Köln Zuschauer: 19.750 Schiedsrichter: Pavićević / Ražnatović |
| 24. Januar 2024 15:30 Uhr | Strafen: 3×           | Spielbericht \| Spielstatistik | Strafen: 1× 4× 1×         | Lanxess Arena, Köln Zuschauer: 19.750 Schiedsrichter: Pavićević / Ražnatović |

| 24. Januar 2024 18:00 Uhr | Frankreich            | 35:32                          | Ungarn                           | Lanxess Arena, Köln Zuschauer: 19.750 Schiedsrichter: Lah / Sok |
| 24. Januar 2024 18:00 Uhr | meiste Tore: Remili 7 | (20:18)                        | meiste Tore: Bánhidi, Rosta je 5 | Lanxess Arena, Köln Zuschauer: 19.750 Schiedsrichter: Lah / Sok |
| 24. Januar 2024 18:00 Uhr | Strafen: 1× 3×        | Spielbericht \| Spielstatistik | Strafen: 3×                      | Lanxess Arena, Köln Zuschauer: 19.750 Schiedsrichter: Lah / Sok |

| 24. Januar 2024 20:30 Uhr | Deutschland                      | 24:30                          | Kroatien               | Lanxess Arena, Köln Zuschauer: 19.750 Schiedsrichter: Marín / García |
| 24. Januar 2024 20:30 Uhr | meiste Tore: Golla, Heymann je 4 | (14:13)                        | meiste Tore: Karačić 6 | Lanxess Arena, Köln Zuschauer: 19.750 Schiedsrichter: Marín / García |
| 24. Januar 2024 20:30 Uhr | Strafen: 1× 2×                   | Spielbericht \| Spielstatistik | Strafen: 3×            | Lanxess Arena, Köln Zuschauer: 19.750 Schiedsrichter: Marín / García |

### Gruppe II
Die Spiele in der Gruppe II der Hauptrunde wurden in der Barclays Arena in Hamburg ausgetragen. Die Mannschaften aus Dänemark und Schweden qualifizierten sich für das Halbfinale, beide Teams standen schon am vorletzten Spieltag der Hauptrunde als Halbfinalisten fest. Am letzten Gruppenspieltag qualifizierte sich Slowenien für das Spiel um Platz 5.
| Pl. | Land        | Sp. | S | U | N | Tore      | Diff. | Punkte |
| --- | ----------- | --- | - | - | - | --------- | ----- | ------ |
| 1.  | Dänemark    | 5   | 4 | 0 | 1 | 0158:1320 | +26   | 8      |
| 2.  | Schweden *  | 5   | 3 | 0 | 2 | 0147:1440 | +3    | 6      |
| 3.  | Slowenien * | 5   | 3 | 0 | 2 | 0145:1470 | −2    | 6      |
| 4.  | Portugal    | 5   | 2 | 1 | 2 | 0163:1720 | −9    | 5      |
| 5.  | Norwegen    | 5   | 2 | 0 | 3 | 0150:1490 | +1    | 4      |
| 6.  | Niederlande | 5   | 0 | 1 | 4 | 0154:1730 | −19   | 1      |

| 17. Januar 2024 15:30 Uhr | Norwegen             | 32:37                          | Portugal               | Barclays Arena, Hamburg Zuschauer: 8.707 Schiedsrichter: Schulze / Tönnies |
| 17. Januar 2024 15:30 Uhr | meiste Tore: Blonz 7 | (15:18)                        | meiste Tore: Portela 8 | Barclays Arena, Hamburg Zuschauer: 8.707 Schiedsrichter: Schulze / Tönnies |
| 17. Januar 2024 15:30 Uhr | Strafen: 2×          | Spielbericht \| Spielstatistik | Strafen: 2×            | Barclays Arena, Hamburg Zuschauer: 8.707 Schiedsrichter: Schulze / Tönnies |

| 17. Januar 2024 18:00 Uhr | Dänemark              | 39:27                          | Niederlande              | Barclays Arena, Hamburg Zuschauer: 9.568 Schiedsrichter: J. Bonaventura / C. Bonaventura |
| 17. Januar 2024 18:00 Uhr | meiste Tore: Gidsel 9 | (18:17)                        | meiste Tore: ten Velde 8 | Barclays Arena, Hamburg Zuschauer: 9.568 Schiedsrichter: J. Bonaventura / C. Bonaventura |
| 17. Januar 2024 18:00 Uhr | Strafen: 1×           | Spielbericht \| Spielstatistik | Strafen: 6×              | Barclays Arena, Hamburg Zuschauer: 9.568 Schiedsrichter: J. Bonaventura / C. Bonaventura |

| 17. Januar 2024 20:30 Uhr | Slowenien           | 22:28                          | Schweden                | Barclays Arena, Hamburg Zuschauer: 9.933 Schiedsrichter: Marín / García |
| 17. Januar 2024 20:30 Uhr | meiste Tore: Vlah 7 | (07:11)                        | meiste Tore: Karlsson 6 | Barclays Arena, Hamburg Zuschauer: 9.933 Schiedsrichter: Marín / García |
| 17. Januar 2024 20:30 Uhr | Strafen: 2×         | Spielbericht \| Spielstatistik | Strafen: 1× 3×          | Barclays Arena, Hamburg Zuschauer: 9.933 Schiedsrichter: Marín / García |

| 19. Januar 2024 15:30 Uhr | Slowenien                | 30:33                          | Portugal                 | Barclays Arena, Hamburg Zuschauer: 13.376 Schiedsrichter: J. Bonaventura / C. Bonaventura |
| 19. Januar 2024 15:30 Uhr | meiste Tore: Mačkovšek 7 | (17:18)                        | meiste Tore: M. Costa 11 | Barclays Arena, Hamburg Zuschauer: 13.376 Schiedsrichter: J. Bonaventura / C. Bonaventura |
| 19. Januar 2024 15:30 Uhr | Strafen: 1× 3×           | Spielbericht \| Spielstatistik | Strafen: 2×              | Barclays Arena, Hamburg Zuschauer: 13.376 Schiedsrichter: J. Bonaventura / C. Bonaventura |

| 19. Januar 2024 18:00 Uhr | Norwegen                | 35:32                          | Niederlande              | Barclays Arena, Hamburg Zuschauer: 13.376 Schiedsrichter: Pavićević / Ražnatović |
| 19. Januar 2024 18:00 Uhr | meiste Tore: Gullerud 7 | (16:18)                        | meiste Tore: ten Velde 8 | Barclays Arena, Hamburg Zuschauer: 13.376 Schiedsrichter: Pavićević / Ražnatović |
| 19. Januar 2024 18:00 Uhr | Strafen: 4×             | Spielbericht \| Spielstatistik | Strafen: 3×              | Barclays Arena, Hamburg Zuschauer: 13.376 Schiedsrichter: Pavićević / Ražnatović |

| 19. Januar 2024 20:30 Uhr | Dänemark               | 28:27                          | Schweden             | Barclays Arena, Hamburg Zuschauer: 13.376 Schiedsrichter: Horáček / Novotný |
| 19. Januar 2024 20:30 Uhr | meiste Tore: Gidsel 10 | (17:15)                        | meiste Tore: Wanne 9 | Barclays Arena, Hamburg Zuschauer: 13.376 Schiedsrichter: Horáček / Novotný |
| 19. Januar 2024 20:30 Uhr | Strafen: 4×            | Spielbericht \| Spielstatistik | Strafen: 5×          | Barclays Arena, Hamburg Zuschauer: 13.376 Schiedsrichter: Horáček / Novotný |

| 21. Januar 2024 15:30 Uhr | Slowenien                               | 37:34                          | Niederlande                 | Barclays Arena, Hamburg Zuschauer: 13.376 Schiedsrichter: Schulze / Tönnies |
| 21. Januar 2024 15:30 Uhr | meiste Tore: Marguč, Cehte, Horžen je 6 | (19:13)                        | meiste Tore: Versteijnen 15 | Barclays Arena, Hamburg Zuschauer: 13.376 Schiedsrichter: Schulze / Tönnies |
| 21. Januar 2024 15:30 Uhr | Strafen: 3×                             | Spielbericht \| Spielstatistik | Strafen: 1× 2×              | Barclays Arena, Hamburg Zuschauer: 13.376 Schiedsrichter: Schulze / Tönnies |

| 21. Januar 2024 18:00 Uhr | Schweden               | 40:33                          | Portugal                | Barclays Arena, Hamburg Zuschauer: 13.376 Schiedsrichter: Nikolov / Načevski |
| 21. Januar 2024 18:00 Uhr | meiste Tore: Pellas 10 | (19:15)                        | meiste Tore: M. Costa 8 | Barclays Arena, Hamburg Zuschauer: 13.376 Schiedsrichter: Nikolov / Načevski |
| 21. Januar 2024 18:00 Uhr | Strafen: 4×            | Spielbericht \| Spielstatistik | Strafen: 2×             | Barclays Arena, Hamburg Zuschauer: 13.376 Schiedsrichter: Nikolov / Načevski |

| 21. Januar 2024 20:30 Uhr | Norwegen             | 23:29                          | Dänemark                                    | Barclays Arena, Hamburg Zuschauer: 13.376 Schiedsrichter: Marín / García |
| 21. Januar 2024 20:30 Uhr | meiste Tore: Blonz 5 | (11:18)                        | meiste Tore: Lindberg, Gidsel, Pytlick je 5 | Barclays Arena, Hamburg Zuschauer: 13.376 Schiedsrichter: Marín / García |
| 21. Januar 2024 20:30 Uhr | Strafen: 1×          | Spielbericht \| Spielstatistik | Strafen: 2×                                 | Barclays Arena, Hamburg Zuschauer: 13.376 Schiedsrichter: Marín / García |

| 23. Januar 2024 15:30 Uhr | Niederlande              | 33:33                          | Portugal                          | Barclays Arena, Hamburg Zuschauer: 8.868 Schiedsrichter: Hansen / Madsen |
| 23. Januar 2024 15:30 Uhr | meiste Tore: ten Velde 7 | (17:15)                        | meiste Tore: M. Costa, Frade je 8 | Barclays Arena, Hamburg Zuschauer: 8.868 Schiedsrichter: Hansen / Madsen |
| 23. Januar 2024 15:30 Uhr | Strafen: 1× 2×           | Spielbericht \| Spielstatistik | Strafen: 2×                       | Barclays Arena, Hamburg Zuschauer: 8.868 Schiedsrichter: Hansen / Madsen |

| 23. Januar 2024 18:00 Uhr | Slowenien             | 28:25                          | Dänemark                                | Barclays Arena, Hamburg Zuschauer: 9.016 Schiedsrichter: Kurtagic / Wetterwik |
| 23. Januar 2024 18:00 Uhr | meiste Tore: Horžen 6 | (17:14)                        | meiste Tore: Kirkeløkke, Jørgensen je 6 | Barclays Arena, Hamburg Zuschauer: 9.016 Schiedsrichter: Kurtagic / Wetterwik |
| 23. Januar 2024 18:00 Uhr | Strafen: 1× 3×        | Spielbericht \| Spielstatistik | Strafen: 2×                             | Barclays Arena, Hamburg Zuschauer: 9.016 Schiedsrichter: Kurtagic / Wetterwik |

| 23. Januar 2024 20:30 Uhr | Norwegen              | 33:23                          | Schweden               | Barclays Arena, Hamburg Zuschauer: 9.031 Schiedsrichter: C. Bonaventura / J. Bonaventura |
| 23. Januar 2024 20:30 Uhr | meiste Tore: Blonz 11 | (15:12)                        | meiste Tore: Sandell 4 | Barclays Arena, Hamburg Zuschauer: 9.031 Schiedsrichter: C. Bonaventura / J. Bonaventura |
| 23. Januar 2024 20:30 Uhr | Strafen: 1×           | Spielbericht \| Spielstatistik | Strafen: 6×            | Barclays Arena, Hamburg Zuschauer: 9.031 Schiedsrichter: C. Bonaventura / J. Bonaventura |

## Finalspiele
Spielstätte der Final- und Platzierungsspiele war die Lanxess Arena in Köln, ausgespielt wurden darin die Plätze 1 bis 6. Im Falle eines Unentschiedens nach regulärer Spielzeit wurde eine Verlängerung mit zweimal fünf Minuten durchgeführt. Hätte auch danach keine Entscheidung festgestanden, wäre das Spiel im Siebenmeterwerfen entschieden worden.
Die Halbfinalspiele wurden als Entscheidungsspiele in K.-o.-Form ausgetragen; die Gewinner kamen ins Finale, die Verlierer spielten um den 3. Platz.

### Spiel um Platz 5
| 26. Januar 2024 15:00 Uhr | Ungarn                           | 23:22                          | Slowenien                                    | Lanxess Arena, Köln Zuschauer: 19.750 Schiedsrichter: Schulze / Tönnies |
| 26. Januar 2024 15:00 Uhr | meiste Tore: Bánhidi, Lékai je 5 | (12:13)                        | meiste Tore: Blagotinšek, Zarabec, Vlah je 4 | Lanxess Arena, Köln Zuschauer: 19.750 Schiedsrichter: Schulze / Tönnies |
| 26. Januar 2024 15:00 Uhr | Strafen: 5× 1×                   | Spielbericht \| Spielstatistik | Strafen: 2×                                  | Lanxess Arena, Köln Zuschauer: 19.750 Schiedsrichter: Schulze / Tönnies |

### Halbfinale
| 26. Januar 2024 17:45 Uhr | Frankreich            | 34:30 n. V.                    | Schweden             | Lanxess Arena, Köln Zuschauer: 19.750 Schiedsrichter: Nikolov / Načevski |
| 26. Januar 2024 17:45 Uhr | meiste Tore: Descat 8 | (17:11), (27:27)               | meiste Tore: Claar 9 | Lanxess Arena, Köln Zuschauer: 19.750 Schiedsrichter: Nikolov / Načevski |
| 26. Januar 2024 17:45 Uhr | Strafen: 4×           | Spielbericht \| Spielstatistik | Strafen: 1×          | Lanxess Arena, Köln Zuschauer: 19.750 Schiedsrichter: Nikolov / Načevski |

| 26. Januar 2024 20:30 Uhr | Deutschland           | 26:29                          | Dänemark                                    | Lanxess Arena, Köln Zuschauer: 19.750 Schiedsrichter: Lah / Sok |
| 26. Januar 2024 20:30 Uhr | meiste Tore: Uščins 5 | (14:12)                        | meiste Tore: Jakobsen, Hansen, Pytlick je 5 | Lanxess Arena, Köln Zuschauer: 19.750 Schiedsrichter: Lah / Sok |
| 26. Januar 2024 20:30 Uhr | Strafen: 2× 3×        | Spielbericht \| Spielstatistik | Strafen: 4×                                 | Lanxess Arena, Köln Zuschauer: 19.750 Schiedsrichter: Lah / Sok |

### Spiel um Platz 3
| 28. Januar 2024 15:00 Uhr | Schweden             | 34:31                          | Deutschland           | Lanxess Arena, Köln Zuschauer: 19.750 Schiedsrichter: Pavićević / Ražnatović |
| 28. Januar 2024 15:00 Uhr | meiste Tore: Claar 8 | (18:12)                        | meiste Tore: Uščins 8 | Lanxess Arena, Köln Zuschauer: 19.750 Schiedsrichter: Pavićević / Ražnatović |
| 28. Januar 2024 15:00 Uhr | Strafen: 3×          | Spielbericht \| Spielstatistik |                       | Lanxess Arena, Köln Zuschauer: 19.750 Schiedsrichter: Pavićević / Ražnatović |

### Finale
| 28. Januar 2024 17:45 Uhr | Frankreich              | 33:31 n. V.                    | Dänemark              | Lanxess Arena, Köln Zuschauer: 19.750 Schiedsrichter: Marín / García |
| 28. Januar 2024 17:45 Uhr | meiste Tore: Fabregas 8 | (14:14), (27:27)               | meiste Tore: Hansen 9 | Lanxess Arena, Köln Zuschauer: 19.750 Schiedsrichter: Marín / García |
| 28. Januar 2024 17:45 Uhr | Strafen: 2× 4×          | Spielbericht \| Spielstatistik | Strafen: 1× 3×        | Lanxess Arena, Köln Zuschauer: 19.750 Schiedsrichter: Marín / García |

## Platzierungen

### Ermittlung der Abschlussplatzierungen
Die Plätze 1 bis 4 der Europameisterschaft wurden unter den Teams auf den Plätzen 1 bis 2 der beiden Hauptrundengruppen in einer Finalrunde ermittelt. Der Platz 5 wurde zwischen den beiden Drittplatzierten der Hauptrunde ausgespielt.
Nicht ausgespielt wurden die Plätze 7 bis 24:
- Die Abschlussplatzierungen 7 und 8 wurden unter den Teams auf den Plätzen 4, die Abschlussplatzierungen 9 und 10 unter den Teams auf Platz 5 und die Abschlussplatzierungen 11 und 12 unter den Teams auf Platz 6 der beiden Hauptrundengruppen ermittelt. Bei Punktgleichheit entscheidet zuerst die bessere Tordifferenz aus allen Gruppenspielen, dann die höhere Anzahl an erzielten Toren aus allen Gruppenspielen und zuletzt die höchste Mannschaft, gegen welche die Mannschaft in der Vorrunde nach der endgültigen Rangliste der EHF EURO gespielt hat.
- Die Abschlussplatzierungen 13 bis 18 wurden unter den Drittplatzierten, die Plätze 19 bis 24 unter den Viertplatzierten der Vorrundengruppen ermittelt. Bei Punktgleichheit entschied die bessere Tordifferenz aus allen Gruppenspielen, bei gleicher Differenz die höhere Anzahl an erzielten Toren aus allen Gruppenspielen.

### Bedeutung der Platzierung für nachfolgende Turniere
Die Platzierungen bei der Europameisterschaft haben direkte Auswirkungen auf die Teilnahme an den Wettbewerben und Qualifikationswettbewerben der anstehenden Olympischen Spielen 2024, Weltmeisterschaft 2025 und Europameisterschaft 2026.

#### Olympische Spiele 2024
Das Nationale Olympische Komitee (NOK) des Europameisters 2024 ist direkt qualifiziert zur Teilnahme am Handballturnier der Olympischen Spiele 2024.
Sofern Dänemark oder Frankreich, als Weltmeister 2023 bzw. Olympia-Gastgeber 2024 schon für Olympia qualifiziert, den Titel des Europameisters erringen, geht der Startplatz aus der Europameisterschaft an das NOK des Verbandes, der die nächstplatzierte Mannschaft stellt.
Für die drei Qualifikationsturniere zu den Olympischen Spielen gehen zwei Plätze an die NOK der zwei bestplatzierten Mannschaften der Europameisterschaft, die bis dato nicht schon anderweitig für die Olympischen Spiele oder die Qualifikationsturnieren startberechtigt sind. Aufgrund ihrer Platzierung bei der Weltmeisterschaft 2023 sind zur Teilnahme an den Qualifikationsturnieren schon die NOK von Spanien, Schweden, Deutschland, Norwegen und Ungarn berechtigt.

#### Weltmeisterschaft 2025
Für die Weltmeisterschaft 2025 sind die drei bestplatzierten Mannschaften der Europameisterschaft 2024, mit Ausnahme der Teams der drei Weltmeisterschafts-Co-Gastgeberländer Kroatien, Dänemark und Norwegen, direkt qualifiziert.
Die Mannschaften auf den Plätzen 1 bis 17 der Europameisterschaft 2024 (ohne die schon direkt qualifizierten drei Weltmeisterschafts-Co-Gastgeberländer Kroatien, Dänemark und Norwegen sowie die drei bestplatzierten Mannschaften der Europameisterschaft) sind im vom 8. bis 12. Mai 2024 stattfindenden zweiten Teil von Phase 2 der europäischen Qualifikationswettbewerbe startberechtigt und in Lostopf 1 für diese Runde gesetzt.
Die sieben verbleibenden Teams gemäß der Abschlussplatzierungen sind im vom 8. bis 12. Mai 2024 stattfindenden zweiten Teil von Phase 2 der europäischen Qualifikationswettbewerbe startberechtigt und in Lostopf 2 für diese Runde gesetzt.

#### Europameisterschaft 2026
Der Europameister 2024 ist direkt qualifiziert zur Teilnahme an der Europameisterschaft 2026. Sollte einer der drei Co-Organisatoren dieser Europameisterschaft 2026 (Dänemark, Norwegen, Schweden) Europameister 2024 werden, geht der Startplatz an das nächstbeste Team, mit Ausnahme der Co-Organisatoren.
Die nicht direkt für die Europameisterschaft 2026 qualifizierten Mannschaften starten in der Phase 2 der Qualifikationsspiele.

### Abschlussplatzierungen
| Rang | Team                    | Sp. | S | U | N | Tore    | Diff. | P  | aufgrund der Abschlussplatzierung qualifiziert für                                                                                               |
| ---- | ----------------------- | --- | - | - | - | ------- | ----- | -- | --- |
| 01.  | Frankreich              | 9   | 8 | 1 | 0 | 306:270 | +36   | 17 | Europameisterschaft 2026 |
| 02.  | Dänemark                | 9   | 7 | 0 | 2 | 281:233 | +48   | 14 | – |
| 03.  | Schweden                | 9   | 6 | 0 | 3 | 282:255 | +27   | 12 | Olympische Spiele 2024, Weltmeisterschaft 2025                                                                                                   |
| 04.  | Deutschland             | 9   | 4 | 1 | 4 | 255:239 | +16   | 9  | Weltmeisterschaft 2025 |
| 05.  | Ungarn                  | 8   | 5 | 0 | 3 | 228:224 | +4    | 10 | Teilnahme an Runde 2 der 2. Phase der europäischen Qualifikation zur Weltmeisterschaft 2025                                                      |
| 06.  | Slowenien               | 8   | 5 | 0 | 3 | 231:224 | +7    | 10 | Teilnahme an Runde 2 der 2. Phase der europäischen Qualifikation zur Weltmeisterschaft 2025                                                      |
| 07.  | Portugal                | 7   | 4 | 1 | 2 | 224:223 | +1    | 9  | Teilnahme an Runde 2 der 2. Phase der europäischen Qualifikation zur Weltmeisterschaft 2025, Teilnahme am Qualifikationsturnier für Olympia 2024 |
| 08.  | Österreich              | 7   | 2 | 3 | 2 | 196:195 | +1    | 7  | Teilnahme an Runde 2 der 2. Phase der europäischen Qualifikation zur Weltmeisterschaft 2025, Teilnahme am Qualifikationsturnier für Olympia 2024 |
| 09.  | Norwegen                | 7   | 3 | 1 | 3 | 208:196 | +12   | 7  | – |
| 10.  | Island                  | 7   | 3 | 1 | 3 | 200:209 | −9    | 7  | Teilnahme an Runde 2 der 2. Phase der europäischen Qualifikation zur Weltmeisterschaft 2025                                                      |
| 11.  | Kroatien                | 7   | 3 | 1 | 3 | 216:204 | +12   | 6  | Teilnahme an Runde 2 der 2. Phase der europäischen Qualifikation zur Weltmeisterschaft 2025                                                      |
| 12.  | Niederlande             | 7   | 2 | 1 | 4 | 224:222 | +2    | 5  | Teilnahme an Runde 2 der 2. Phase der europäischen Qualifikation zur Weltmeisterschaft 2025                                                      |
| 13.  | Spanien                 | 3   | 1 | 1 | 1 | 98:96   | +2    | 3  | Teilnahme an Runde 2 der 2. Phase der europäischen Qualifikation zur Weltmeisterschaft 2025                                                      |
| 14.  | Montenegro              | 3   | 1 | 0 | 2 | 84:86   | −2    | 2  | Teilnahme an Runde 2 der 2. Phase der europäischen Qualifikation zur Weltmeisterschaft 2025                                                      |
| 15.  | Tschechien              | 3   | 1 | 0 | 2 | 70:73   | −3    | 2  | Teilnahme an Runde 2 der 2. Phase der europäischen Qualifikation zur Weltmeisterschaft 2025                                                      |
| 16.  | Polen                   | 3   | 1 | 0 | 2 | 78:92   | −14   | 2  | Teilnahme an Runde 2 der 2. Phase der europäischen Qualifikation zur Weltmeisterschaft 2025                                                      |
| 17.  | Nordmazedonien          | 3   | 1 | 0 | 2 | 83:100  | −17   | 2  | Teilnahme an Runde 2 der 2. Phase der europäischen Qualifikation zur Weltmeisterschaft 2025                                                      |
| 18.  | Georgien                | 3   | 1 | 0 | 2 | 77:95   | −18   | 2  | Teilnahme an Runde 2 der 2. Phase der europäischen Qualifikation zur Weltmeisterschaft 2025                                                      |
| 19.  | Serbien                 | 3   | 0 | 1 | 2 | 83:85   | −2    | 1  | Teilnahme an Runde 2 der 2. Phase der europäischen Qualifikation zur Weltmeisterschaft 2025                                                      |
| 20.  | Färöer                  | 3   | 0 | 1 | 2 | 83:90   | −7    | 1  | Teilnahme an Runde 2 der 2. Phase der europäischen Qualifikation zur Weltmeisterschaft 2025                                                      |
| 21.  | Schweiz                 | 3   | 0 | 1 | 2 | 67:82   | −15   | 1  | Teilnahme an Runde 2 der 2. Phase der europäischen Qualifikation zur Weltmeisterschaft 2025                                                      |
| 22.  | Rumänien                | 3   | 0 | 0 | 3 | 73:98   | −25   | 0  | Teilnahme an Runde 2 der 2. Phase der europäischen Qualifikation zur Weltmeisterschaft 2025                                                      |
| 23.  | Griechenland            | 3   | 0 | 0 | 3 | 72:100  | −28   | 0  | Teilnahme an Runde 2 der 2. Phase der europäischen Qualifikation zur Weltmeisterschaft 2025                                                      |
| 24.  | Bosnien und Herzegowina | 3   | 0 | 0 | 3 | 59:87   | −28   | 0  | Teilnahme an Runde 2 der 2. Phase der europäischen Qualifikation zur Weltmeisterschaft 2025                                                      |

## Ehrungen

### Player of the Match
Bei jedem Spiel wurde ein Spieler als Player of the Match ausgezeichnet. (Der Titelsponsor Grundfos versprach für jede Auszeichnung eine Spende für Wasser- und Abwasserprojekte in Malawi).

### All-Star-Team
Vor dem Endspiel wurden die nachfolgenden Spieler für ihre Leistungen ausgezeichnet und in das All-Star-Team gewählt. Der wertvollste Spieler des Turniers wurde nach dem Finale geehrt.
| Position                   | Name             | Land        |
| -------------------------- | ---------------- | ----------- |
| Wertvollster Spieler (MVP) | Nedim Remili     | Frankreich  |
| Tor                        | Andreas Wolff    | Deutschland |
| Linksaußen                 | Hampus Wanne     | Schweden    |
| Rückraum links             | Martim Costa     | Portugal    |
| Rückraum Mitte             | Juri Knorr       | Deutschland |
| Rückraum rechts            | Mathias Gidsel   | Dänemark    |
| Rechtsaußen                | Robert Weber     | Österreich  |
| Kreis                      | Ludovic Fabregas | Frankreich  |
| Bester Abwehrspieler       | Magnus Saugstrup | Dänemark    |

## Kader
Am 1. Dezember 2023 veröffentlichte die Europäische Handballföderation die 35 Spieler umfassenden vorläufigen Aufgebote aller Teilnehmer. Dieser Kader musste zum Turnierbeginn auf maximal 20 Spieler reduziert werden. Daraus werden 16 Spieler für jedes Spiel nominiert. Während der Vorrunde, der Hauptrunde und der Finalrunde dürfen je zweimal Spieler gegen solche aus dem vorläufigen Kader ausgetauscht werden, also maximal sechs Wechselmöglichkeiten. Ein ausgetauschter Spieler darf später wieder zurückgetauscht werden.

## Schiedsrichter

### Schiedsrichtergespanne
Die Europäische Handballföderation nominierte im September 2023 insgesamt 18 Teams für die Spielleitung bei der Europameisterschaft. Dabei entsendeten Deutschland und Frankreich je zwei Schiedsrichtergespanne für diese Europameisterschaft. Nach der Vorrunde endete für sieben Teams das Turnier, während die übrigen elf Teams die Spiele der Hauptrunde sowie die Finalspiele leiteten.
| Land                    | Name                   | Einsätze | Einsätze                    | Einsätze                                    | Einsätze                     | Einsätze |
| Land                    | Name                   | gesamt   | Vorrunde                    | Hauptrunde                                  | Finalspiele                  |          |
| ----------------------- | ---------------------- | -------- | --------------------------- | ------------------------------------------- | ---------------------------- | -------- |
| Land                    | Name                   | gesamt   | Gruppe/Spiel                | Gruppe/Spiel                                | Finalspiele                  |          |
| Bosnien und Herzegowina | Amar Konjičanin        | 2        | A / CHE – FRA B / HRV – ROU |                                             |                              |          |
| Bosnien und Herzegowina | Dino Konjičanin        | 2        | A / CHE – FRA B / HRV – ROU |                                             |                              |          |
| Tschechien              | Václav Horáček         | 4        | B / ESP – HRV A / FRA – DEU | II / DNK – SWE I / FRA – AUT                |                              |          |
| Tschechien              | Jiří Novotný           | 4        | B / ESP – HRV A / FRA – DEU | II / DNK – SWE I / FRA – AUT                |                              |          |
| Dänemark                | Mads Hansen            | 4        | A / DEU – CHE B / HRV – AUT | I / FRA – ISL II / NLD – PRT                |                              |          |
| Dänemark                | Jesper Madsen          | 4        | A / DEU – CHE B / HRV – AUT | I / FRA – ISL II / NLD – PRT                |                              |          |
| Spanien                 | Ignacio García         | 6        | E / NLD – GEO D / POL – FRO | II / SVN – SWE II / NOR – DNK I / DEU – HRV | Finale (FRA – DNK)           |          |
| Spanien                 | Andreu Marín           | 6        | E / NLD – GEO D / POL – FRO | II / SVN – SWE II / NOR – DNK I / DEU – HRV | Finale (FRA – DNK)           |          |
| Frankreich              | Charlotte Bonaventura  | 5        | D / NOR – SVN F / PRT – GRC | II / DNK – NLD II / SVN – PRT II / NOR– SWE |                              |          |
| Frankreich              | Julie Bonaventura      | 5        | D / NOR – SVN F / PRT – GRC | II / DNK – NLD II / SVN – PRT II / NOR– SWE |                              |          |
| Frankreich              | Karim Gasmi            | 2        | E / BIH – GEO F / DNK – CZE |                                             |                              |          |
| Frankreich              | Raouf Gasmi            | 2        | E / BIH – GEO F / DNK – CZE |                                             |                              |          |
| Deutschland             | Robert Schulze         | 5        | D / SVN – FRO F / CZE – PRT | II / NOR – PRT II / SVN – NLD               | Spiel um Platz 5 (HUN – SVN) |          |
| Deutschland             | Tobias Tönnies         | 5        | D / SVN – FRO F / CZE – PRT | II / NOR – PRT II / SVN – NLD               | Spiel um Platz 5 (HUN – SVN) |          |
| Deutschland             | Maike Merz             | 2        | E / SWE – BIH F / GRC – DNK |                                             |                              |          |
| Deutschland             | Tanja Kuttler          | 2        | E / SWE – BIH F / GRC – DNK |                                             |                              |          |
| Island                  | Jónas Elíasson         | 2        | E / BIH – NLD F / CZE – GRC |                                             |                              |          |
| Island                  | Anton Gylfi Pálsson    | 2        | E / BIH – NLD F / CZE – GRC |                                             |                              |          |
| Litauen                 | Mindaugas Gatelis      | 2        | C / MNT – ISL B / ESP – AUT |                                             |                              |          |
| Litauen                 | Vaidas Mažeika         | 2        | C / MNT – ISL B / ESP – AUT |                                             |                              |          |
| Moldau                  | Igor Covalciuc         | 2        | C / HUN – MNT A / MKD – CHE |                                             |                              |          |
| Moldau                  | Alexei Covalciuc       | 2        | C / HUN – MNT A / MKD – CHE |                                             |                              |          |
| Nordmazedonien          | Gjorgji Načevski       | 5        | D / POL – SVN E / SWE – NLD | I / DEU – ISL II / SWE – PRT                | Halbfinale 1 (FRA – SWE)     |          |
| Nordmazedonien          | Slave Nikolov          | 5        | D / POL – SVN E / SWE – NLD | I / DEU – ISL II / SWE – PRT                | Halbfinale 1 (FRA – SWE)     |          |
| Montenegro              | Ivan Pavićević         | 5        | D / NOR – POL E / GEO – SWE | II / NOR – NLD I / AUT – ISL                | Spiel um Platz 3 (SWE – DEU) |          |
| Montenegro              | Miloš Ražnatović       | 5        | D / NOR – POL E / GEO – SWE | II / NOR – NLD I / AUT – ISL                | Spiel um Platz 3 (SWE – DEU) |          |
| Norwegen                | Håvard Kleven          | 4        | B / AUT – ROU C / SRB – HUN | I / FRA – HRV I / DEU – HUN                 |                              |          |
| Norwegen                | Lars Jørum             | 4        | B / AUT – ROU C / SRB – HUN | I / FRA – HRV I / DEU – HUN                 |                              |          |
| Portugal                | Daniel Accoto Martins  | 4        | A / MKD – DEU C / ISL – SRB | I / HUN – AUT I / HRV – ISL                 |                              |          |
| Portugal                | Roberto Accoto Martins | 4        | A / MKD – DEU C / ISL – SRB | I / HUN – AUT I / HRV – ISL                 |                              |          |
| Slowenien               | Bojan Lah              | 5        | B / ROU – ESP C / ISL – HUN | I / HUN – HRV I / FRA – HUN                 | Halbfinale 2 (DEU – DNK)     |          |
| Slowenien               | David Sok              | 5        | B / ROU – ESP C / ISL – HUN | I / HUN – HRV I / FRA – HUN                 | Halbfinale 2 (DEU – DNK)     |          |
| Schweiz                 | Arthur Brunner         | 2        | D / FRO – NOR F / DNK – PRT |                                             |                              |          |
| Schweiz                 | Morad Salah            | 2        | D / FRO – NOR F / DNK – PRT |                                             |                              |          |
| Schweden                | Mirza Kurtagic         | 4        | A / FRA – MKD C / SRB – MNE | I / DEU – AUT II / SVN – DNK                |                              |          |
| Schweden                | Mattias Wetterwik      | 4        | A / FRA – MKD C / SRB – MNE | I / DEU – AUT II / SVN – DNK                |                              |          |

### Video Replay Assistants
Die EHF integrierte in den letzten Jahren Videowiederholungen in die Durchführung ihrer Großveranstaltungen und Wettbewerbe; bei der Europameisterschaft 2024 wurden Video Replay Assistants (VRAs) eingeführt. Der VRA, ein EM-Schiedsrichter der EHF, fungiert während seiner Tätigkeit außerhalb des Spielfelds auch als Ersatzschiedsrichter. Im Videowiedergabeprozess unterstützt er den Überprüfungsprozess und soll die Kommunikation zwischen den Schiedsrichtern auf dem Spielfeld und dem Videowiedergabebetreiber sowie zwischen den Delegierten und dem Videowiedergabebetreiber sicherstellen. Die Schiedsrichter auf dem Spielfeld bleiben während des Spiels immer die maßgeblichen Schiedsrichter. Der VRA darf nicht in den Entscheidungsprozess der Schiedsrichter auf dem Spielfeld eingreifen.

## Statistiken

### Beste Torschützen
| Rang                                 | Spieler           | Team        | Tore | Torwürfe | Trefferquote | 7-m-Tore | 7-m-Würfe | Spiele |
| ------------------------------------ | ----------------- | ----------- | ---- | -------- | ------------ | -------- | --------- | ------ |
| 1.                                   | Martim Costa      | Portugal    | 54   | 81       | 67 %         |          |           | 7      |
| 1.                                   | Mathias Gidsel    | Dänemark    | 54   | 66       | 82 %         |          |           | 8      |
| 3.                                   | Juri Knorr        | Deutschland | 50   | 86       | 58 %         | 14       | 19        | 9      |
| 4.                                   | Dika Mem          | Frankreich  | 49   | 76       | 64 %         |          |           | 9      |
| 5.                                   | Rutger ten Velde  | Niederlande | 45   | 65       | 69 %         | 21       | 24        | 7      |
| 6.                                   | Ludovic Fabregas  | Frankreich  | 44   | 50       | 88 %         |          |           | 9      |
| 6.                                   | Aleks Vlah        | Slowenien   | 44   | 75       | 59 %         | 4        | 8         | 8      |
| 8.                                   | Mykola Bilyk      | Österreich  | 41   | 72       | 57 %         |          |           | 7      |
| 9.                                   | Niels Versteijnen | Niederlande | 39   | 59       | 66 %         | 2        | 2         | 7      |
| 10.                                  | Felix Claar       | Schweden    | 38   | 52       | 73 %         |          |           | 9      |
| 11.                                  | Alexander Blonz   | Norwegen    | 37   | 46       | 80 %         | 13       | 15        | 7      |
| 11.                                  | Simon Pytlick     | Dänemark    | 37   | 62       | 60 %         |          |           | 8      |
| 13.                                  | Hampus Wanne      | Schweden    | 36   | 53       | 68 %         | 20       | 27        | 9      |
| 14.                                  | Hugo Descat       | Frankreich  | 35   | 52       | 67 %         | 13       | 22        | 9      |
| 14.                                  | Mikkel Hansen     | Dänemark    | 35   | 49       | 71 %         | 26       | 29        | 8      |
|                                      |                   |             |      |          |              |          |           |        |
| 19.                                  | Johannes Golla    | Deutschland | 31   | 43       | 72 %         |          |           | 9      |
| 19.                                  | Julian Köster     | Deutschland | 31   | 58       | 53 %         |          |           | 9      |
| 65.                                  | Andy Schmid       | Schweiz     | 19   | 36       | 53 %         | 0        | 2         | 3      |
| Stand: 28. Januar 2024 (Quelle: EHF) |                   |             |      |          |              |          |           |        |

### Beste Torhüter
| Rang                                 | Spieler                   | Team           | Quote | Paraden | Würfe | Spiele |
| ------------------------------------ | ------------------------- | -------------- | ----- | ------- | ----- | ------ |
| 1.                                   | Emil Nielsen              | Dänemark       | 39 %  | 77      | 195   | 9      |
| 2.                                   | Andreas Palicka           | Schweden       | 38 %  | 77      | 205   | 7      |
| 3.                                   | Dominik Kuzmanović        | Kroatien       | 37 %  | 55      | 148   | 5      |
| 3.                                   | Tomáš Mrkva               | Tschechien     | 37 %  | 34      | 93    | 3      |
| 5.                                   | Constantin Möstl          | Österreich     | 35 %  | 81      | 229   | 7      |
| 6.                                   | Andreas Wolff             | Deutschland    | 34 %  | 92      | 274   | 9      |
| 7.                                   | Torbjørn Bergerud         | Norwegen       | 32 %  | 56      | 175   | 7      |
| 8.                                   | Samir Bellahcene          | Frankreich     | 31 %  | 63      | 204   | 7      |
| 8.                                   | Viktor Gísli Hallgrímsson | Island         | 31 %  | 64      | 204   | 7      |
| 8.                                   | Niklas Landin Jacobsen    | Dänemark       | 31 %  | 50      | 163   | 9      |
| 8.                                   | Martin Tomovski           | Nordmazedonien | 31 %  | 17      | 54    | 3      |
| 12.                                  | László Bartucz            | Ungarn         | 30 %  | 41      | 137   | 8      |
| 12.                                  | Vladimir Cupara           | Serbien        | 30 %  | 12      | 40    | 3      |
| 12.                                  | Nebojša Simić             | Montenegro     | 30 %  | 30      | 99    | 3      |
| 15.                                  | Klemen Ferlin             | Slowenien      | 29 %  | 72      | 249   | 8      |
| 15.                                  | Nikola Portner            | Schweiz        | 29 %  | 30      | 103   | 3      |
| 15.                                  | Tobias Thulin             | Schweden       | 29 %  | 38      | 129   | 9      |
| Stand: 28. Januar 2024 (Quelle: EHF) |                           |                |       |         |       |        |

### Fair-Play-Tabelle
| Platz | Team                    | Spiele | Disqualifikation | Disqualifikation | Disqualifikation |           |           | Punkte 1 | Punkte 1 |
| Platz | Team                    | Spiele |                  |                  | 3× = 2           | pro Spiel | insgesamt |          |          |
| Platz | Team                    | Spiele | 0                | 10               | 7                | pro Spiel | insgesamt | 415      | 71       |
| --- | ----------------------- | ------ | ---------------- | ---------------- | ---------------- | --------- | --------- | -------- | -------- |
| 1. | Georgien                | 3      |                  |                  |                  | 7         |           | 4,7      | 14       |
| 2. | Deutschland             | 9      |                  |                  |                  | 18        | 7         | 4,8      | 43       |
| 3. | Nordmazedonien          | 3      |                  |                  |                  | 7         | 1         | 5,0      | 15       |
| 4. | Schweiz                 | 3      |                  |                  |                  | 7         | 2         | 5,3      | 16       |
| 5. | Dänemark                | 9      |                  |                  |                  | 23        | 5         | 5,7      | 51       |
| 6. | Frankreich              | 9      |                  |                  | 1                | 26        | 4         | 6,2      | 56       |
| 7. | Norwegen                | 7      |                  | 1                |                  | 17        | 2         | 6,3      | 44       |
| 8. | Schweden                | 9      |                  |                  |                  | 28        | 3         | 6,6      | 59       |
| 9. | Portugal                | 7      |                  |                  |                  | 22        | 3         | 6,7      | 47       |
| 10. | Spanien                 | 3      |                  | 1                |                  | 6         | 2         | 7,3      | 22       |
| 11. | Österreich              | 7      |                  |                  |                  | 24        | 4         | 7,4      | 52       |
| 12. | Niederlande             | 7      |                  |                  |                  | 24        | 5         | 7,6      | 53       |
| 13. | Kroatien                | 7      |                  |                  | 1                | 28        | 2         | 8,3      | 58       |
| 13. | Griechenland            | 3      |                  |                  |                  | 12        | 1         | 8,3      | 25       |
| 13. | Island                  | 7      |                  | 2                | 1                | 19        | 4         | 8,3      | 58       |
| 16. | Slowenien               | 8      |                  |                  |                  | 30        | 9         | 8,6      | 69       |
| 17. | Polen                   | 3      |                  |                  | 1                | 12        | 2         | 8,7      | 26       |
| 18. | Bosnien und Herzegowina | 3      |                  | 1                |                  | 9         | 1         | 9,0      | 27       |
| 19. | Ungarn                  | 8      |                  | 1                | 1                | 31        | 4         | 9,3      | 74       |
| 20. | Tschechien              | 3      |                  | 1                |                  | 9         | 3         | 9,7      | 29       |
| 21. | Serbien                 | 3      |                  |                  | 1                | 15        |           | 10,0     | 30       |
| 22. | Färöer                  | 3      |                  |                  |                  | 14        | 3         | 10,3     | 31       |
| 23. | Rumänien                | 3      |                  | 2                |                  | 10        | 3         | 13,0     | 39       |
| 24. | Montenegro              | 3      |                  | 1                | 1                | 17        | 1         | 14,3     | 43       |
| 1 Die Ränge wurden durch den Durchschnitt „Punkte/Spiel“ ermittelt. Die Punktesumme setzte sich wie folgt zusammen: Jede : 1 Punkt, jede : 2 Punkte und jede direkte : 8 Punkte. Die wird von der EHF als geführt. Aus Transparenzgründen wird sie hier separat dargestellt.2 Die indirekte (3× eines Spielers) wird nicht von der EHF berücksichtigt. Aus Transparenzgründen wird sie hier separat dargestellt. |                         |        |                  |                  |                  |           |           |          |          |
| Stand: 28. Januar 2024 (Quelle: EHF ) |                         |        |                  |                  |                  |           |           |          |          |

## Übertragungen

### Deutschland
In Deutschland übertrugen die öffentlich-rechtlichen Sender Das Erste und ZDF die Spiele mit deutscher Beteiligung live im Free-TV und im kostenlosen Livestream. Zudem wurden ausgewählte weitere Begegnungen gezeigt. Der Streamingdienst Dyn übertrug alle 65 Spiele der EM 2024, davon mindestens 31 Spiele exklusiv. Live-Radioübertragungen der Spiele mit deutscher Beteiligung gab es in den ARD-Infowellen.
| Funktion         |                  |                           |
| ---------------- | ---------------- | ------------------------- |
| Moderatoren      | Alexander Bommes | Yorck Polus               |
| Kommentatoren    | Florian Naß      | Christoph Hamm            |
| Experten         | Dominik Klein    | Sven-Sören Christophersen |
| Co-Kommentatoren | Johannes Bitter  | Markus Baur               |

Die Einschaltquoten für die Übertragungen der Spiele der deutschen Handballnationalmannschaft (und des Finales) durch Das Erste und das ZDF:
| Spiel            | Datum         | Uhrzeit | Sender    | Zuschauer | Zuschauer       | Marktanteil | Marktanteil     | Quelle |
| Spiel            | Datum         | Uhrzeit | Sender    | Gesamt    | 14 bis 49 Jahre | Gesamt      | 14 bis 49 Jahre | Quelle |
| ---------------- | ------------- | ------- | --------- | --------- | --------------- | ----------- | --------------- | ------ |
| Vorrunde 1       | 10. Jan. 2024 | 20:45   | ZDF       | 7,6 Mio.  | 2,03 Mio.       | 21,8 %      | 31,9 %          | [ 26 ] |
| Vorrunde 2       | 14. Jan. 2024 | 20:30   | ZDF       | 7,38 Mio. | 2,07 Mio.       | 24,2 %      | 27 %            | [ 27 ] |
| Vorrunde 3       | 16. Jan. 2024 | 20:30   | Das Erste | 7,97 Mio. | 2,11 Mio.       | 28,9 %      | 34 %            | [ 28 ] |
| Hauptrunde 1     | 18. Jan. 2024 | 20:30   | ZDF       | 7,84 Mio. | 2,05 Mio.       | 28,0 %      | 32,1 %          | [ 29 ] |
| Hauptrunde 2     | 20. Jan. 2024 | 20:30   | Das Erste | 7,7 Mio.  | 2,19 Mio.       | 27,1 %      | 32,8 %          | [ 30 ] |
| Hauptrunde 3     | 22. Jan. 2024 | 20:30   | ZDF       | 8,45 Mio. | 2,27 Mio.       | 29,3 %      | 32,7 %          | [ 31 ] |
| Hauptrunde 4     | 24. Jan. 2024 | 20:30   | Das Erste | 7,9 Mio.  | 2,13 Mio.       | 28,7 %      | 32,3 %          | [ 32 ] |
| Halbfinale       | 26. Jan. 2024 | 20:30   | ZDF       | 9,69 Mio. | 2,95 Mio.       | 34,4 %      | 42,2 %          | [ 33 ] |
| Spiel um Platz 3 | 28. Jan. 2024 | 15:00   | Das Erste | 4,70 Mio. |                 | 29,8 %      | 34,1 %          | [ 34 ] |
| Finale           | 28. Jan. 2024 | 17:45   | Das Erste | 4,73 Mio. |                 | 21,7 %      | 24,3 %          | [ 34 ] |

### Österreich
In Österreich übertrug der Österreichische Rundfunk insgesamt 21 Spiele, darunter alle Spiele mit österreichischer Beteiligung. Das Hauptrundenspiel Österreich gegen Deutschland verfolgten im Durchschnitt 570.000 Zuschauer und in der Spitze 725.000 Zuschauer. Dies bedeutete einen neuen Rekord für Handballübertragungen in Österreich.

### Schweiz
Die drei Spiele der Schweizer Mannschaft, die Halbfinals und das Finale wurden vom Schweizer Radio und Fernsehen übertragen, die Spiele der Vorrunde und die Halbfinals auf SRF 2, das Finale auf SRF info.

## Marketing
Das im Januar 2022 vorgestellte Logo der Europameisterschaft zeigt einen stilisierten Handball in den Farben der Flagge Deutschlands schwarz, rot und gold, sowie das EHF-Logo. Here to play! lautet das Motto der Veranstaltung; variiert wird das auch zu Here to dream/to be loud/to celebrate/to relax/to connect/to enjoy/to watch/to explore.
Das Maskottchen der Europameisterschaft 2024 ist das Hörnchen Hanniball des DHB.
Die Band Culcha Candela interpretierte das Lied Celebration als offiziellen Song der Europameisterschaft neu.
Für die beiden Spiele am 10. Januar in der Düsseldorfer Merkur Spiel-Arena wurde das eigentliche Fußballstadion mit Zusatztribünen erweitert und zur Handballhalle umgestaltet. Mit 53.586 Zuschauern wurde ein neuer Weltrekord für ein Handballspiel aufgestellt.
Die Eintrittskarten für die Spiele der Europameisterschaft wurden als Tagesticket (mit Zugang zu den bis zu drei Spielen am selben Tag in derselben Halle) verkauft. Für die 65 Spiele standen 400.000 Tickets zur Verfügung. Das billigste Ticket kostete 19 Euro.